# Biología molecular de la célula
Biología molecular de la célula (En inglés Molecular Biology of the Cell) es un libro de texto de biología celular y molecular publicado por Garland Science y escrito por Bruce Alberts, Alexander Johnson, Julian Lewis, Martin Raff, Keith Roberts y Peter Walter. El libro fue publicado por primera vez en 1983 y se encuentra ahora en su sexta edición. James Watson contribuyó a las tres primeras ediciones.

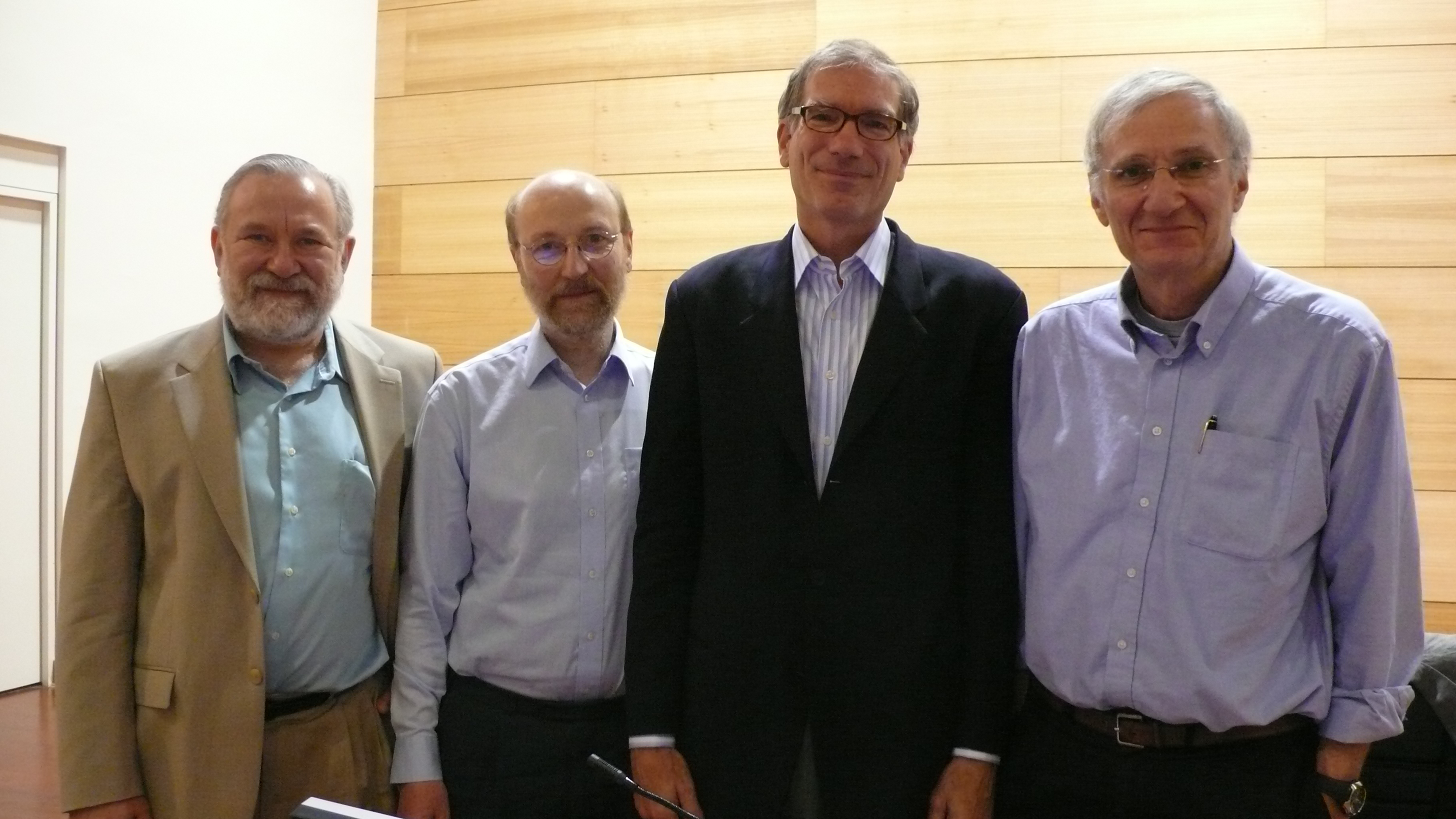
(de izquierda a derecha) Peter Walter, Julian Lewis, Alexander Johnson y Martin Raff.

Biología Molecular de la Célula es ampliamente utilizado en los cursos de introducción a nivel universitario y se considera una referencia en las bibliotecas y laboratorios de todo el mundo. Se describe la comprensión actual de la biología celular y bioquímica básica incluye, métodos experimentales para la investigación de las células, las propiedades comunes a la mayoría de las células eucariotas, la expresión y la transmisión de la información genética, la organización interna de las células, y el comportamiento de las células en los organismos multicelulares.
La quinta edición, publicada en 2007, ha sido actualizado para incluir los últimos avances en el campo de la biología celular, incluyendo la epigenética, células madre, RNAi, la genómica comparativa y las últimas terapias contra el cáncer.  Biología molecular de la célula se ha descrito como "el más influyente libro de texto de biología celular de su tiempo".
La cantidad de información en el campo de la biología aumenta de forma abrumadora, y los libros de texto han de condensarla e integrarla. Por ello se ha lanzado ya la sexta edición de "Molecular Biology of the Cell" (2014). En ella, hay una mejora en las ilustraciones, sus contenidos se han revisado concienzudamente, se han clarificado y actualizado con los últimos descubrimientos en el campo de la citología; de modo que este libro es un apoyo magnífico para la enseñanza y el estudio de la célula. Además, introduce una característica nueva: cuestiones que realzan lo que aún está por descubrir, retando a los estudiantes a centrarse en esa área en su futura tarea de investigación.